# قطبایی در رویان‌زایی

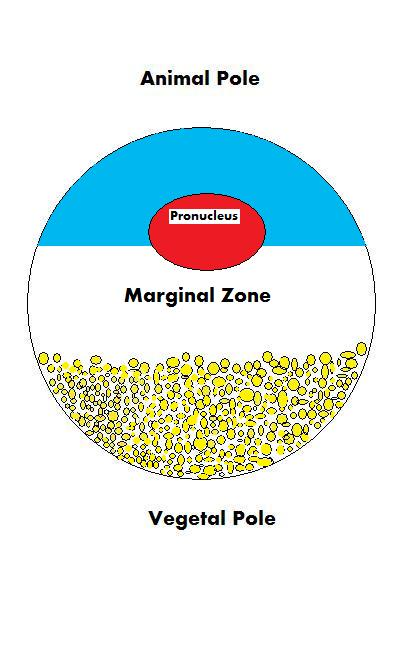
تخمک با قطب‌های نشان داده شده است

در زیست‌شناسی رشد، رویان به دو نیم‌کره تقسیم می‌شود: قطب جانوری (animal pole) و قطب گیاهی (vegetal pole) در یک بلاستولا. قطب جانوری متشکل از سلول‌های کوچکی است که برخلاف قطب گیاهی زیر آن، به سرعت تقسیم می‌شوند. در برخی موارد تصور می‌شود که قطب جانوری به جنین بعدی متمایز می‌شود و سه لایه زایا جوانه را می‌سازد و در گاسترولاسیون شرکت می‌کند.
قطب گیاهی دارای سلول‌های زرده بزرگی است که برخلاف قطب جانوری بالای آن، به کندی تقسیم می‌شوند. در برخی موارد، تصور می‌شود که قطب گیاهی به غشای برون‌جنینی که از جنین در حال رشد محافظت و تغذیه می‌کند، مانند جفت در پستانداران و کوریون در پرندگان متمایز می‌شود.
در دوزیستان، رشد محور جانوری-گیاهی پیش از لقاح رخ می‌دهد. ورود اسپرم می‌تواند در هر نقطه‌ای از نیمکره جانوران رخ دهد. نقطه ورود اسپرم محور پشتی - شکمی را مشخص می‌کند - سلول‌های مقابل ناحیه ورود اسپرم در نهایت بخش پشتی بدن را تشکیل می‌دهند.